# 해리 수타
해리 제임스 수타(영어: Harry James Souttar, 1998년 10월 22일 ~ )는 오스트레일리아의 축구 선수이다. 포지션은 센터백이며, 현재 잉글랜드 프리미어리그의 레스터 시티에서 뛰고 있다.